# Herstory (EP)
Herstory ist eine EP der US-amerikanischen Rapperin Young M.A. Sie erschien am 27. April 2017.

## Hintergründe
Herstory ist die erste Veröffentlichung Young M.As nach ihrem kommerziellen Durchbruch in den Vereinigten Staaten von Amerika. Die EP enthält ihren bis dato erfolgreichsten Song, den mit Vierfachplatin ausgezeichneten Track Ooouuu, sowie die Nachfolgesingle Hot Sauce. Die Lieder des Werkes wurden von Showtyme on the Beat, FreshBeatz, King James Beats, Land Keyz und NY Bangers produziert, geschrieben wurden sämtliche Titel von der Interpretin selbst. Als einziger Gastinterpret tritt Monica in Erscheinung.

## Musik und Texte
Herstory beinhaltet ausschließlich Lieder, die innerhalb des Hip-Hop-Genres anzusiedeln sind. Auffällig dabei ist, dass sich anders als die Produktion, welche sich weitgehend dem zeitgenössischen Trapsound zuordnen lässt, Young M.As Rapstil vorwiegend am Old School Hip-Hop orientiert. Auf verzerrende Effekte wie Autotune oder gesungene Passagen wird verzichtet, zudem gibt es auf vier der sieben Lieder der EP keinen Refrain. Wiederkehrende inhaltliche Motive sind das Feiern mit Freunden (vor allem mit ihrer Crew RedLyfe) sowie ihre vorwiegend sexuellen Beziehungen mit anderen Frauen.

## Covergestaltung
Das Covermotiv von Herstory zeigt Young M.A einen weißen Morgenmantel tragend auf einem Holzstuhl sitzend, während sie eine größere Menge Bargeld zählt. Unter dem Mantel trägt sie ein rotes Oberteil und eine Halskette mit einem Kreuzanhänger. Im Hintergrund sind ein offener Schrank sowie ein schwarzer Beutel, der an seinem Griff baumelt, zu sehen.

## Titelliste
| Nr. | Titel                | Länge |
| --- | -------------------- | ----- |
| 1.  | M.A (Intro)          | 2:13  |
| 2.  | Hot Sauce            | 3:58  |
| 3.  | JOOTD (feat. Monica) | 3:13  |
| 4.  | Self M.Ade           | 3:31  |
| 5.  | Bonnie               | 3:24  |
| 6.  | Same Set             | 3:10  |
| 7.  | Ooouuu               | 3:54  |

## Kritik
Herstory erhielt überwiegend gemischte bis tendenziell positive Kritiken, die zwar konkrete Qualitäten in der Musik der Künstlerin erkennen konnten, jedoch unschlüssig bezüglich der Langfristigkeit ihrer Karriere waren. Hervorgehoben wurde die aggressive und destruktive Art der Interpretin sowie der Verzicht auf Refrains. Im Vergleich zu anderen Rapperinnen würde sie keine „Booties shaken“, sondern wirke eher selbst wie ein Stammgast eines Stripclubs, der von den Bouncern mit einer Umarmung begrüßt wird. Ebenfalls positiv bemerkt wurden ihre Old School-Einflüsse. Die Hip-Hopperin hätte letztlich mehr von Nas als von einem „murmelnden Teenie mit knallroten Braids“ und würde großen Wert auf ihre lyrischen Aspekte legen, was selten geworden sei. Mitunter wurde jedoch die geringe Anzahl an zuvor unbekanntem Material kritisiert und man empfand vereinzelt, dass die Künstlerin zu sehr versuche, die Qualitäten der Erfolgssingle Ooouuu, welche geschlossen als das Highlight der EP aufgefasst wurde, sowie ihres ebenfalls von der Kritik positiv aufgenommenen Nachfolgers Hot Sauce erneut heraufzubeschwören. Im Vergleich zu diesen Songs würden die neuen Titel jedoch den Kürzeren ziehen. Zudem war man sich nicht sicher, ob der „ultra-regionale“ Brooklyn-Sound der Musikerin für oder gegen sie arbeite, nun, da sie der kommerzielle Erfolg ins internationale Rampenlicht rückte. Er würde einerseits zum Teil ihren Charme ausmachen, sie andererseits jedoch stark einschränken. Während sie definitiv im Bereich des Freestyle-Raps brilliere, sprachen einige Kritiker Zweifel aus, ob sie als vollwertige Studiokünstlerin überzeugen könne.

## Chartplatzierungen
| ChartsChartplatzierungen       | Höchstplatzierung | Wochen |
| ------------------------------ | ----------------- | ------ |
| Vereinigte Staaten (Billboard) | 166 (1 Wo.)       | 1      |